# Elton Britt

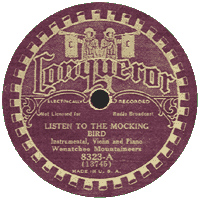
Nhãn bản ghi âm "Listen to the Mocking Bird"

Elton Britt là một ca sĩ, nhạc sĩ đồng quê người Mỹ

## Tiểu sử
Britt có tên khi sinh là James Elton Baker sinh ngày 
vào ngày 27 tháng 6 năm 1913 tại Zack, Arkansas, gần Marshall. Cha của anh là James Baker, và anh có hai chị gái, Gretta Sanders và Druse Baker, và một anh em trai Arl Baker.
Britt đã thu âm hơn 600 bản nhạc và 60 album cho RCA và các hãng khác trong khoảng thời gian hơn 30 năm, và được biết đến nhiều nhất với các bài hát ăn khách như vậy (một số bài do anh ấy viết hoặc đồng sáng tác) như "Someday (You'll Want Me to Want You)", "Detour", "Chime Bells", "Maybe I'll Cry Over You", "Pinto Pal", và bản hit thời chiến hàng triệu bản bán chạy "There's a Star-Spangled Banner Waving Somewhere". Bản thu âm đã bán được một triệu đĩa vào năm 1944 và nó đã được trao đĩa vàng bởi RIAA.
Là một ca sĩ, một người chỉ huy ban nhạc, một nghệ sĩ phát thanh và truyền hình, một nhạc sĩ và một yodeler thiết lập tiêu chuẩn, ông đã đóng vai chính trong ít nhất hai bộ phim vào cuối những năm 1940 và đã đạt được nhiều kỷ lục vào cuối năm 1968 "The Jimmie Rodgers Blues".